# 幌延郵便局
幌延郵便局（ほろのべゆうびんきょく）は、北海道天塩郡幌延町にある郵便局。民営化前の分類では集配特定郵便局であった。

## 概要
住所：〒098-3299 北海道天塩郡幌延町三条北一丁目8-2

## 沿革
- 1904年（明治37年）3月25日 - 幌延郵便局（三等）として開設[1]。
- 1974年（昭和49年）9月25日 - 電話の加入および料金に関する簡易な事務を除く電話交換業務を、天塩電報電話局に移管[2]。
- 1983年（昭和58年）7月31日 - 下沼簡易郵便局の廃止に伴い、取扱事務を承継。
- 2006年（平成18年）11月16日 - 幌延町三条北1丁目10-2から同8-2に移転[3]。
- 2007年（平成19年）3月19日 - 雄信内、天塩[4]、問寒別、豊富、兜沼の各郵便局から集配業務を移管[5]。
- 2007年（平成19年）10月1日 - 民営化に伴い、併設された郵便事業音威子府支店幌延集配センターに一部業務を移管。
- 2012年（平成24年）10月1日 - 日本郵便株式会社の発足に伴い、郵便事業音威子府支店幌延集配センターを幌延郵便局に統合。
- 2019年（平成31年）4月1日 - 天塩郡豊富町内（〒098-41xx、〒098-44xx区域）の集配業務を豊富郵便局、天塩郡天塩町内の一部区域（〒098-33xx区域）内の集配業務を天塩郵便局に再移管。

## 取扱内容
- 郵便、印紙、ゆうパック、内容証明
- 貯金、為替、振替、振込、国際送金、国債
- 生命保険、バイク自賠責保険
- ゆうちょ銀行ATM
- 天塩郡幌延町内全域（〒098-32xx、〒098-29xx区域）の集配業務

## 周辺
- 幌延町役場
- 幌延町立幌延小学校

## アクセス
- JR宗谷本線 幌延駅から北東へ約300m（徒歩約4分）
- 駐車場あり：4台